# Micha Josef Lebensohn

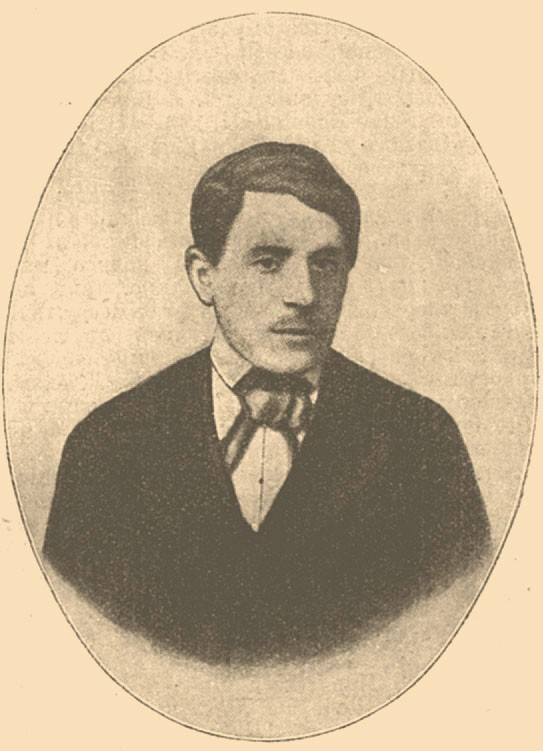
Micha Josef Lebensohn

Micha Josef Lebensohn (auch kurz Michal genannt = M. I. Kohen Lebensohn; * 22. Februar 1828 in Wilna; † 17. Februar 1852 ebenda) war ein hebräischer Dichter und Übersetzer in die hebräische Sprache.

## Leben
Micha Josef Lebensohn wurde von seinem Vater, dem hebräischen Dichter und Aufklärer Abraham Dob Lebensohn, in Bibel, Talmud, profanen Wissenschaften und Sprachen unterrichtet. Eine sehr früh festgestellte Tuberkulose des Sohnes und die Aussicht auf einen nicht allzu fernen Tod trieben diesen alsbald in einen nihilistischen Pessimismus. Im Jahr 1847 siedelte er nach Berlin über, wo er Leopold Zunz kennenlernte und Schelling hörte, der Lebensohns mittlerweile in Richtung Pantheismus weiterentwickelte Weltanschauung bestärkte. 1851 kehrte Lebensohn nach Wilna zurück, wo er, nicht einmal 24 Jahre alt, ein Jahr später starb.
Micha Josef Lebensohn übersetzte verschiedene Werke der Weltliteratur (vor allem Klassische Antike – worunter besonders eine Nachdichtung der Aeneis hervorragt – und Weimarer Klassik) ins Hebräische, wandte sich aber auch auf Drängen seiner Freunde biblischen Stoffen (hier verdient besonders sein bestes Epos Schlomo we-Kohelet Erwähnung) zu. Seine hochstehende Dichtung war nicht zweckgebunden oder sentimental-philosophierend – wie häufig die seines Vaters –, sondern reine Lyrik, in der sich der Einfluss Heines geltend macht.
Der Vater gab nach Lebensohns Tod einen Teil der nachgelassenen Gedichte und Übersetzungen unter dem Titel Kinnor bat Zion heraus. Kulturgeschichtlich wertvoll sind auch Lebensohns Briefe. Eine Auswahl seines Gesamtwerkes erschien 1924 im Verlag Ajanot in Berlin.